# Церква Покрови Пресвятої Богородиці (Первомайське)
Церква Покрови Пресвятої Богородиці (інші назви: Церква Покрови Пресвятої Богородиці в Ново-Богоявленських висілках; Церква Покрови Пресвятої Богородиці в Харчевні) — культова споруда Російської православної церкви в смт Первомайське Тамбовської області Росії.

## Історія
Побудований у 1888 році на кошти селянина Свиридова теплий кам'яний храм був зруйнований в 1930-ті роки.
У 1992 віруючим передано будівлю бібліотеки (колишньої церковно-парафіяльної школи). Після прибудови вівтаря вона була освячена як церква 1 жовтня 1992 року. У 2000–2002 роках проведена повна переробка: надбудовано стіни, прибудовані трапезна і дзвіниця, поставлена баня.

## Статус
Статус — діюча православна церков.

## Каплиця
Кубічна каплиця з невеликим четвериком зверху, під чотирискатними дахами, з притвором із заходного боку. Стоїть у дворі Покровської церкви. Використовується як просфорня.
Була збудована у 2000 році.